# 频率学派推断
频率学派推断（Frequentist inference）是一种统计推断，强调通过数据出现的频率或比例，从样本数据中得出结论。它的另一个名称是频率学派统计，这是一种推断的框架，两种完善的方法统计假设检验和置信区间就是以此为基础的。频率学派推断與贝叶斯推断為目前统计推断的主要方法。 
虽然贝叶斯推断有时被认为包含了最优决策的推断方法，但为简单起见，这里采用更受限的观点。

## 基础
频率学派推断与概率的频率学派诠释有关，特别是任何给定的实验都可以被认为是同一实验的可能重复的无限序列得的一种情况，每一次都能够产生统计独立结果。在这种观点中，从数据中得出结论的频率论推断方法实际上要求正确的结论在这个假想的重复集合中以给定高概率出现。但是，可以在略微不同的步骤下开发完全出相同的程序，这是一个采用预先实验观点的方法。我们可以争论说，实验的设计应该被考虑在内，在进行实验之前，决定将采取哪些确切步骤以从尚未获得的数据得出结论。这些步骤可由科学家指定，因此很有可能做出了正确的决定，在这种情况下，概率与尚未发生的随机事件集合相关，因此不依赖于概率的频率学派诠释。Neyman等人已经讨论过这种表。 
类似地，贝叶斯推断通常被认为几乎等同于贝叶斯概率的解释，因此频率学派推断和贝叶斯推断之间的本质区别与对“概率”本质意味的两种诠释之间的差异是相同的。然而在适当的情况下，贝叶斯推断（在这种情况下意味着应用贝叶斯定理）被那些采用频率学派概率诠释的人使用。 
频率学派和贝叶斯学派推理方法存在两个主要差异，这些差异未包含在上述概率诠释的考虑中： 
- 在频率学派的推断方法中，未知参数通常（但不总是）被视为具有固定但未知的值，这些值在任何意义上都不能被视为随机变量，因此概率无法与它们相关联。相反，贝叶斯推断方法确实允许概率与未知参数相关联，其中这些概率有时可以具有频率概率解释以及贝叶斯概率解释。贝叶斯方法允许对这些概率做出解释，以表示科学家认为参数的给定值是真的。
- 虽然“概率”涉及两种推断方法，但概率却与不同类型的事物相关联。贝叶斯方法的结果可以是基于给定实验或研究结果对参数了解程度多少的概率分布 。 频率学派方法的结果要么是对显着性检验的“真或假”结论，要么是基于给定样本衍生的置信区间是否覆盖真实值的结论：这些结论中的任何一个都具有一个给定的正确的概率，此概率具有频率概率的解释或实验前解释。

## 参看
- 概率解释
- 德国坦克问题